# Barlewiczki
Barlewiczki – osada w Polsce położona w województwie pomorskim, w powiecie sztumskim, w gminie Sztum przy drodze wojewódzkiej nr 517.
W latach 1975–1998 miejscowość administracyjnie należała do województwa elbląskiego.